# St. Leonhard (Thannhausen)

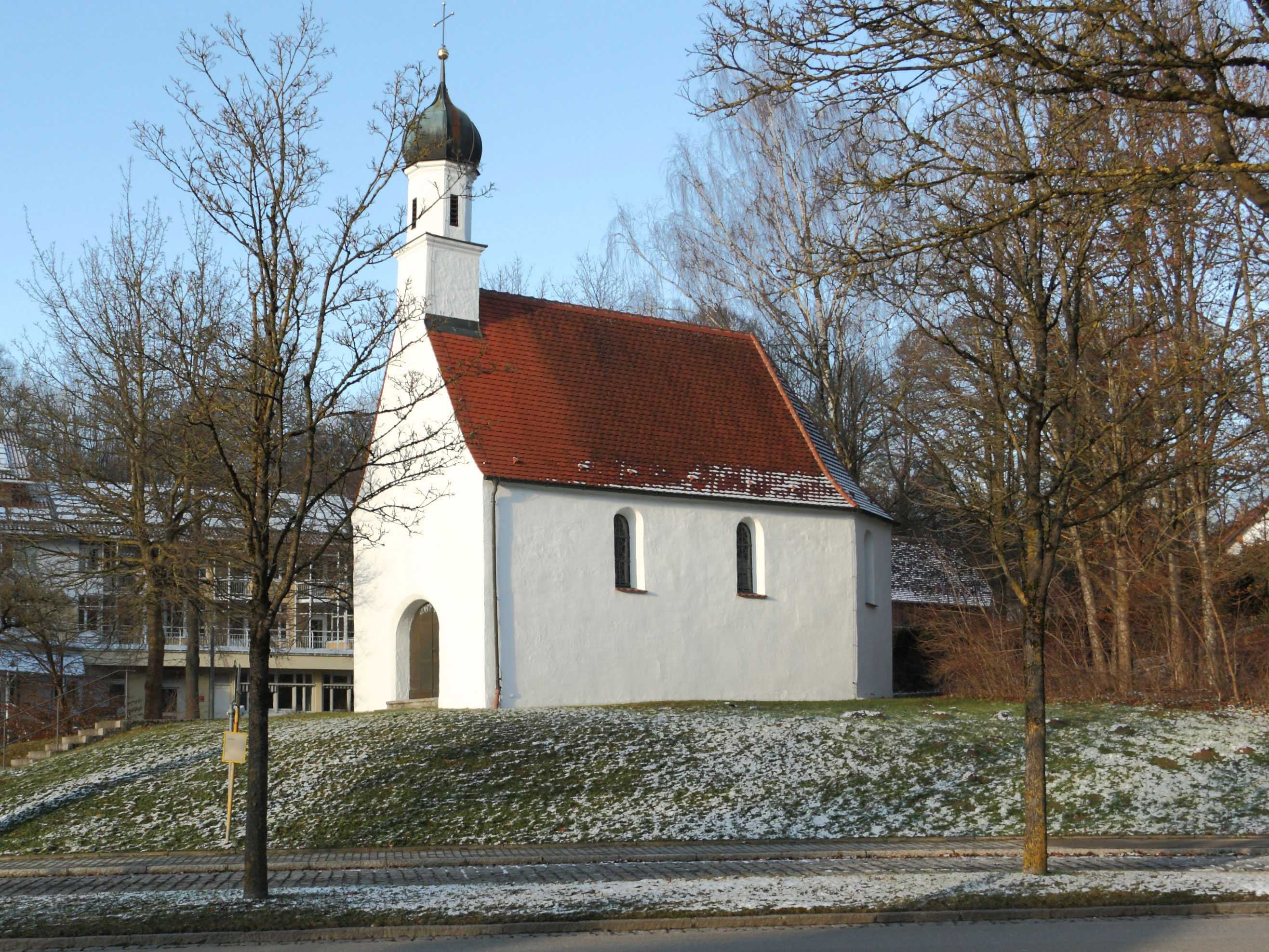
St. Leonhard in Thannhausen

Die römisch-katholische Kapelle St. Leonhard steht in Thannhausen, einer Stadt im schwäbischen Landkreis Günzburg von Bayern. Das Bauwerk ist in der Liste der Baudenkmäler in Thannhausen als Baudenkmal unter der Nr. D-7-74-185-3 eingetragen.

## Beschreibung
Die 1602 erstmals erwähnte Kapelle besteht aus einem Langhaus und einem dreiseitig geschlossenen Chor im Nordosten. Dem Satteldach des Langhauses wurde im 18. Jahrhundert im Südwesten ein quadratischer Dachreiter aufgesetzt, dessen achteckiger Aufsatz mit einer Zwiebelhaube bedeckt ist. Auf der Deckenmalerei von 1877 im Innenraum wird Leonhard von Limoges dargestellt.